# Andrea Brackmann
Andrea Brackmann (* 1964 in Stuttgart) ist eine deutsche Psychologin und Autorin.

## Leben
Andrea Brackmann ist Diplom-Psychologin und Verhaltenstherapeutin. Von 1992 bis 2008 war sie in Frankfurt am Main als Psychotherapeutin tätig und arbeitete schwerpunktmäßig mit Hochbegabten. Sie ist Mitglied der Deutschen Gesellschaft für das hochbegabte Kind (DGhK). Obwohl sie am Chronischen Fatigue Syndrom (ME/CFS) erkrankt ist, befasst sie sich weiter mit dem Thema Hochbegabung. In ihren Publikationen bezieht sie sich nicht nur auf Kinder und Jugendliche, sondern auch auf die Probleme von Erwachsenen, deren Hochbegabung noch nicht oder erst spät entdeckt wurde.

## Hochbegabung
In ihrem ersten Buch Jenseits der Norm stellt Brackmann die These auf, dass intellektuelle Hochbegabung auf der Fähigkeit beruhe, Informationen schneller und komplexer zu verarbeiten. Dies gelte für geistige, aber auch für emotionale und sensorische Reize: hochbegabte Menschen seien häufig hochsensibel. Es werden typische Persönlichkeitsmerkmale von hochbegabten Kindern und Erwachsenen aufgezeigt, wie z. B. Intensität, überhöhte Selbstansprüche, Neigung zu Selbstzweifeln oder ausgeprägte Antriebsstärke, und Besonderheiten in der sozialen und emotionalen Entwicklung geschildert. Die Autorin beschreibt Voraussetzungen für die psychotherapeutische Arbeit mit Hochbegabten sowie mögliche seelische Störungen. Sie stellt die These auf, dass es psychische Störungen gebe, die nur vor dem Hintergrund einer Hochbegabung verstanden und behandelt werden könnten. Brackmann vermutet, dass manche Formen von Störungen des autistischen Spektrums (ASS) eine Extremform von Hochbegabung darstellten und eine extrem ausgeprägte Form geistiger Überaktivität, emotionaler Sensibilität und sensorischer Reizempfindlichkeit seien. Dies würde sowohl die vielen Beeinträchtigungen als auch die herausragenden Begabungen mancher autistischer Menschen erklären. Brackmann vermutet weiter, dass sich hinter Personen mit der Diagnose einer Borderline-Persönlichkeitsstörung oftmals traumatisierte Hochbegabte verbergen, sieht aber weiteren Forschungsbedarf. Laut Autorin gründen ihre Überlegungen auf Daten von rund 800 Begutachtungen und Behandlungen in eigener Praxis sowie der Auswertung zahlreicher Fachpublikationen.
Das zweite Buch Ganz normal hochbegabt beschäftigt sich mit hochbegabten Erwachsenen; ein Thema, das bislang in der Hochbegabtenforschung wenig Beachtung fand. Die Mehrzahl der Betroffenen wisse demnach nichts von ihren besonderen Fähigkeiten, sondern nehme sich nur diffus als "anders" wahr. Brackmann stellt Biografien "ganz normaler" Hochbegabter vor und kommentiert sie aus psychologischer Sicht. Dabei vertieft sie ihre Hauptthese und bringt sie auf die Formel: "Hochbegabung ist mehr von allem: Mehr denken, mehr fühlen, mehr wahrnehmen." Sie betont, dass dies ebenso bereichernd wie belastend sein könne.
Das dritte Buch Extrem begabt behandelt unterschiedliche Stufen und Formen von Hochbegabung. Dazu zieht die Autorin Befunde internationaler Studien sowie wissenschaftshistorische und biografische Literatur heran. Laut Brackmann ist die Gruppe der Hochbegabten weitaus heterogener, als bislang angenommen. Zum einen gebe es moderate, außerordentliche und extreme Hochbegabung, zum anderen intellektuelle, künstlerische, soziale oder psychomotorische Hochbegabung. Ausgehend von teils widersprüchlichen Befunden wissenschaftlicher Studien, die Hochbegabte einerseits als besonders stabil und erfolgreich, andererseits als eher sensibel und anfällig identifizieren, nähert Brackmann sich über die Betrachtung von Extremformen möglichen Grundmechanismen der Hochbegabung. Sie zeigt auf, dass extrem Begabte wie Albert Einstein, Marie Curie oder Charles Darwin tatsächlich diverse Widersprüche in sich vereinen, darunter Sensibilität und Risikobereitschaft oder Schüchternheit und Durchsetzungsvermögen. Dies führt Brackmann zu zwei Kerngedanken des Buches: Viele Höchstbegabte zeigten zwar eine leicht erhöhte Anfälligkeit für seelische und gesundheitliche Probleme (insbesondere wenn ihre Begabungen nicht erkannt bzw. gefördert würden), verfügten zugleich aber über mehr und kreativere Bewältigungsstrategien, also ein höheres Maß an Resilienz. Die meisten Hoch- und Höchstbegabten würden daher im Laufe ihres Lebens an Stabilität gewinnen. Zweitens seien herausragende oder geniale Leistungen oft das Ergebnis „produktiven Unbehagens“: Die ausufernde geistige Aktivität und erhöhte Wahrnehmungsfähigkeit extrem Begabter werde am effektivsten durch starke Fokussierung auf ein oder mehrere Spezialgebiete gebündelt. Die lang andauernde, intensive Arbeit an einem Thema sei wiederum wichtige Voraussetzung für bahnbrechende Leistungen.

## Werke
- Jenseits der Norm – hochbegabt und hoch sensibel? 12. Aufl., Klett-Cotta, Stuttgart 2022, ISBN 978-3-608-89208-6.
- Ganz normal hochbegabt – Leben als hochbegabter Erwachsener. 8. Aufl., Klett-Cotta, Stuttgart 2021, ISBN 978-3-608-86100-6.
- Märchengespinnste. Kinderbuch. Oculus-Verlag, Leipzig 2012, ISBN 978-3-942567-04-6.
- Extrem begabt – Die Persönlichkeitsstruktur von Höchstbegabten und Genies. Klett-Cotta, Stuttgart 2020, ISBN 978-3-608-89258-1.
- Moni. Roman. Edition Pauer, Kelkheim 2023, ISBN 978-3-947930-47-0.
- Long Covid und Chronisches Erschöpfungssyndrom lindern - Das Pacing-Selbsthilfebuch. Co-Autorin: Katharina Jänicke. Klett-Cotta, Stuttgart 2024, ISBN 978-3-608-86085-6.